# Torrita di Siena
Torrita di Siena és un comune (municipi) de la província de Siena, a la regió italiana de la Toscana, situat uns 80 km al sud-est de Florència i uns 40 km al sud-est de Siena. L'1 de gener de 2018 la seva població era de 7.276 habitants.
Limita amb els municipis de Cortona, Montepulciano, Pienza, Sinalunga i Trequanda.
L'esdeveniment més important a Torrita di Siena és el "Palio dei Somari" (joc dels burros), una cursa sobre burros, el diumenge després del 19 de març (o el mateix 19 si cau en diumenge).

## Història
El nom "Torrita" apareix per primera vegada en un codi d'Amiata de 1037. El castell, sotmès a la sobirania i defensa de la República de Siena, estava protegit per un mur dotat de torres quadrades i quatre portes: Porta a Pago, Porta Gavina, Porta Nuova i Porta a Sole. Va ser una fortalesa avançada (castrum) de Siena en la lluita contra Montepulciano; posteriorment, el 1554, va ser conquistada per Florència i subjecta al poder de la Casa dels Mèdici.
A principis del segle XX es va produir un desenvolupament econòmic a la població, especialment pel que fa a l'artesania i al treball de la fusta.